# Уиллинг, Ава Лоули
Ава Лоули (Лоул) Уиллинг (англ. Ava Lowle Willing), в замужестве Астор (англ. Astor), с 1919 года леди Рибблсдейл (англ. Lady Ribblesdale; 15 сентября 1868 — 9 июня 1958) — американская светская львица, член британской аристократии, филантроп и первая жена миллионера Джона Джекоба Астора IV.

## Биография

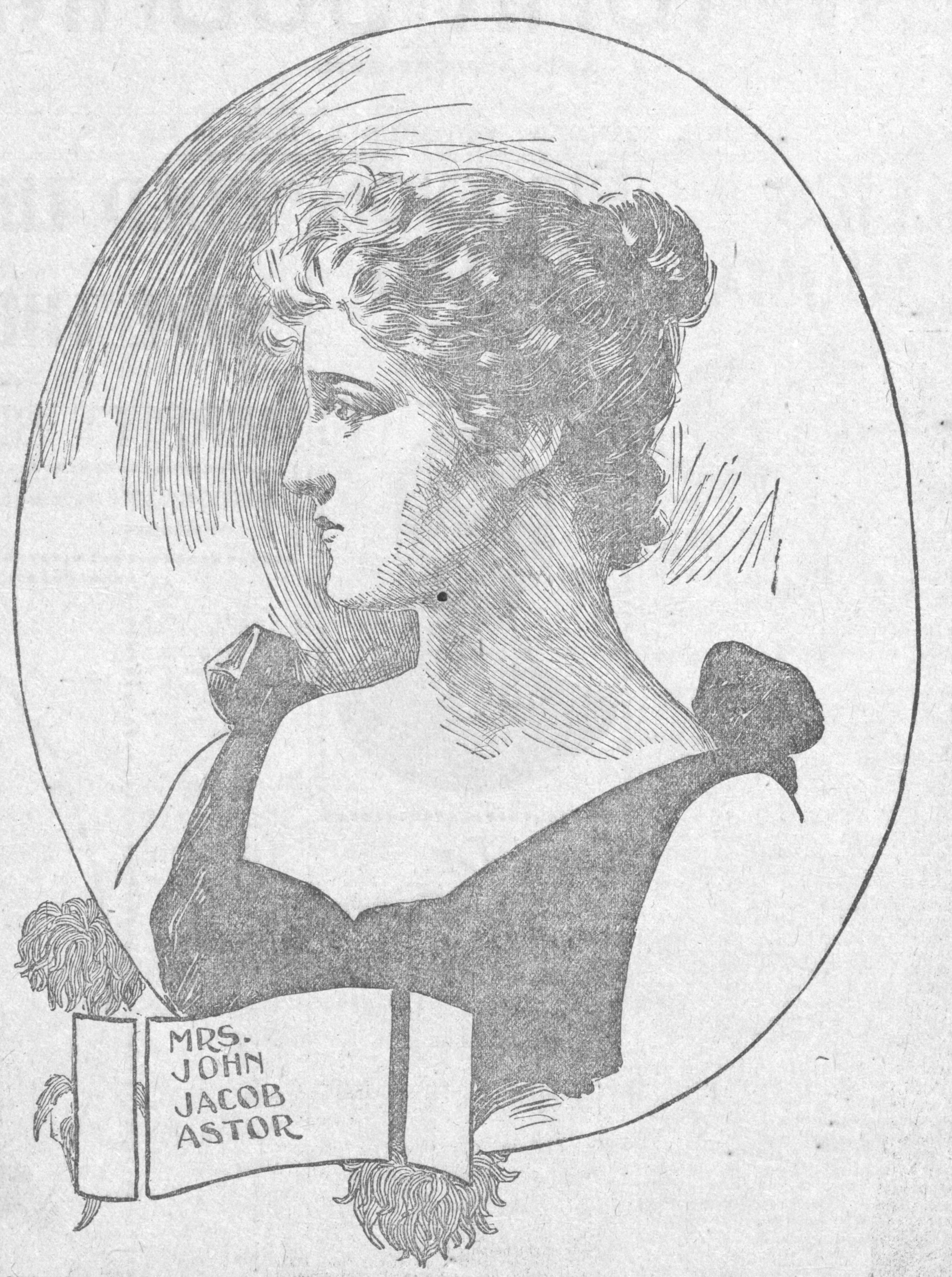
Портрет 1898 года

Ава Лоули Уиллинг происходившая из известной и влиятельной семьи и являвшаяся прямым потомком генерала Бенедикта Арнольда (1741 — 1801) родилась 15 сентября 1868 года в Ньюпорте, штат Род-Айленд в семье бизнесмена Эдварда Шиппена Уиллинга (1822 — 1906) внука американского коммерсанта и финансиста Томаса Уиллинга (1731 — 1821); и Элис Кэролайн Бартон (1833 — 1903) дочери известного хирурга-ортопеда Джона Рэя Бартона (1794 — 1871). У Авы была старшая сестра: Сьюзен Риджуэй Уиллинг (1862 — 1940) и два старших брата: Джон Рэй Бартон Уиллинг (1864 — 1913) и Эдвард Шиппен Уиллинг-младший (1867 — 1873) умерший в возрасте шести лет. Детство Авы прошло в её родительском особняке расположенном на 510 Саут-Брод-стрит в Филадельфии. Она посещала школу мисс Портер в Фармингтоне и считалась чрезвычайно умной — она знала и говорила на нескольких иностранных языках а также интересовалась литературой, музыкой, и живописью.

## Личная жизнь

### Первый брак

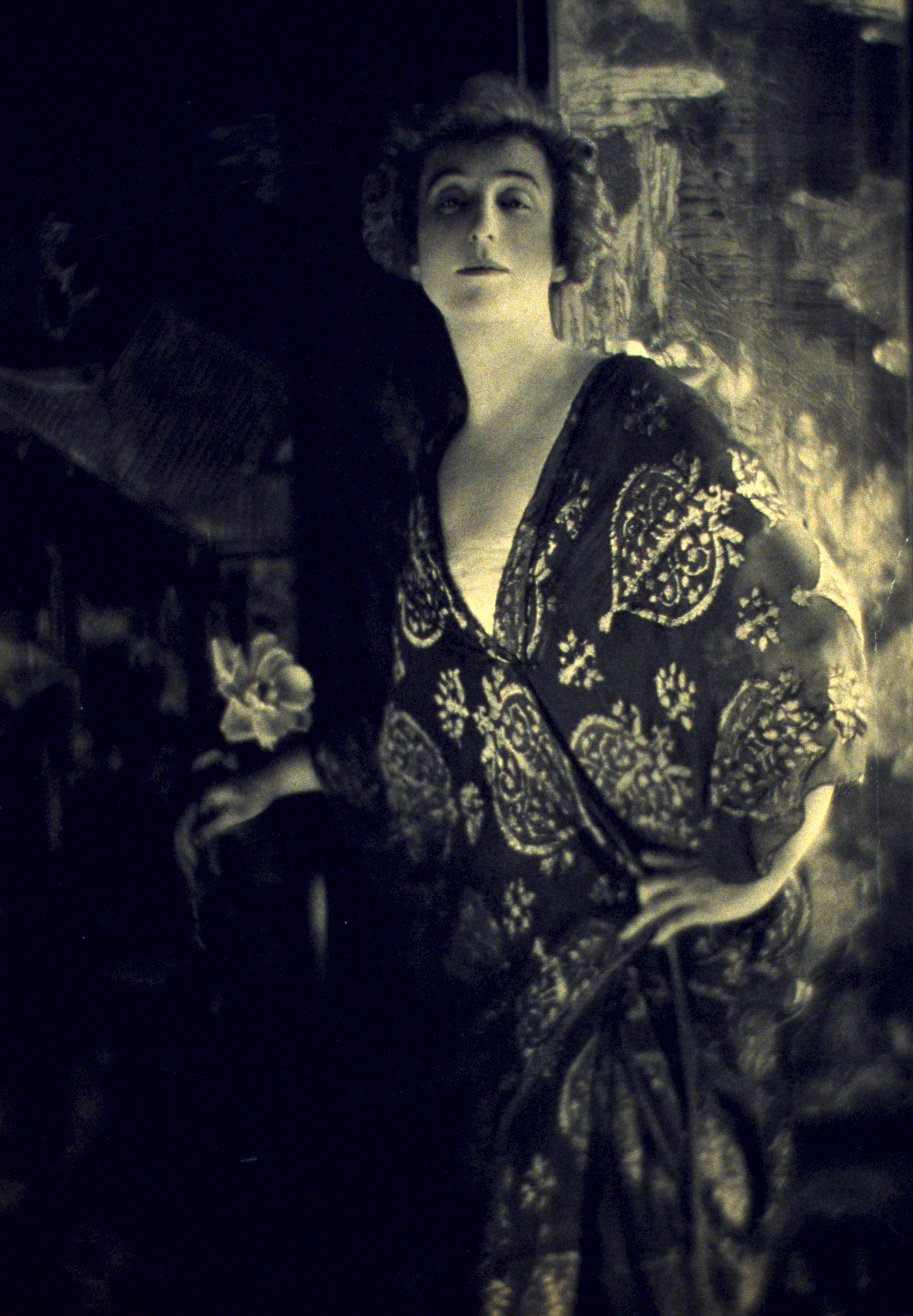
Фотография 1900 годов

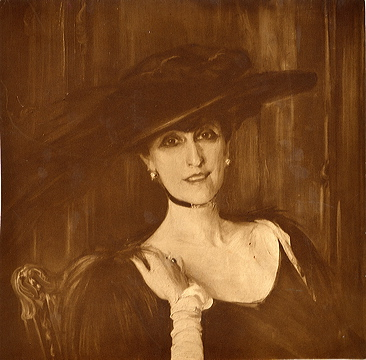
Ава Астор на портрете Джованни Больдини около 1910-х годов

17 февраля 1891 года Ава Уиллинг вышла замуж за миллионера Джона Джекоба Астора IV (1864—1912) в Филадельфии в особняке семьи Уиллинг. Супруги отправились в 5-недельный медовый месяц в Европу, в качестве свадебного подарка они получили меблированный таунхаус на Пятой авеню в Нью-Йорке. В браке у них родилось двое детей: сын Уильям Винсент Астор (15 ноября 1891 — 3 февраля 1959) и дочь Ава Элис Мюриэль Астор (7 июля 1902 — 19 июля 1956). Семья Астор жила в нью-йоркском таунхаусе на Пятой авеню, 840, в загородном имении Фернклифф площадью 2000 акров в Райнбеке, штат Нью-Йорк, и в Бичвуде — особняке семьи Астор в Ньюпорте, штат Род-Айленд. К 1896 году Ава стала социально активной в Англии. У неё было своё поместье Sutton Place в Гилфорде, Суррей, и таунхаус на Гросвенор-сквер в Мэйфер, Лондон.
В 1909 году, вернувшись из Англии, Ава подала в суд на Джона Джекоба Астора IV за развод 19 ноября, а четыре месяца спустя, 5 марта 1910 года, штат Нью-Йорк принял решение в её пользу. Ава получила 10 миллионов долларов (что эквивалентно 314 071 000 долларов США в 2022 году). Их сын оставался жить с отцом, пока не начал учебу в Гарвардском университете, а семилетняя дочь осталась жить с матерью. Когда Винсент учился на втором курсе, Джон Джекоб Астор IV был на борту в первом рейсе
«Титаника» и стал одной из жертв, возвращаясь из медового месяца со своей второй женой Мадлен Астор. Это событие оставило молодого Винсента одним из самых богатых людей в Соединённых Штатах.

### Второй брак

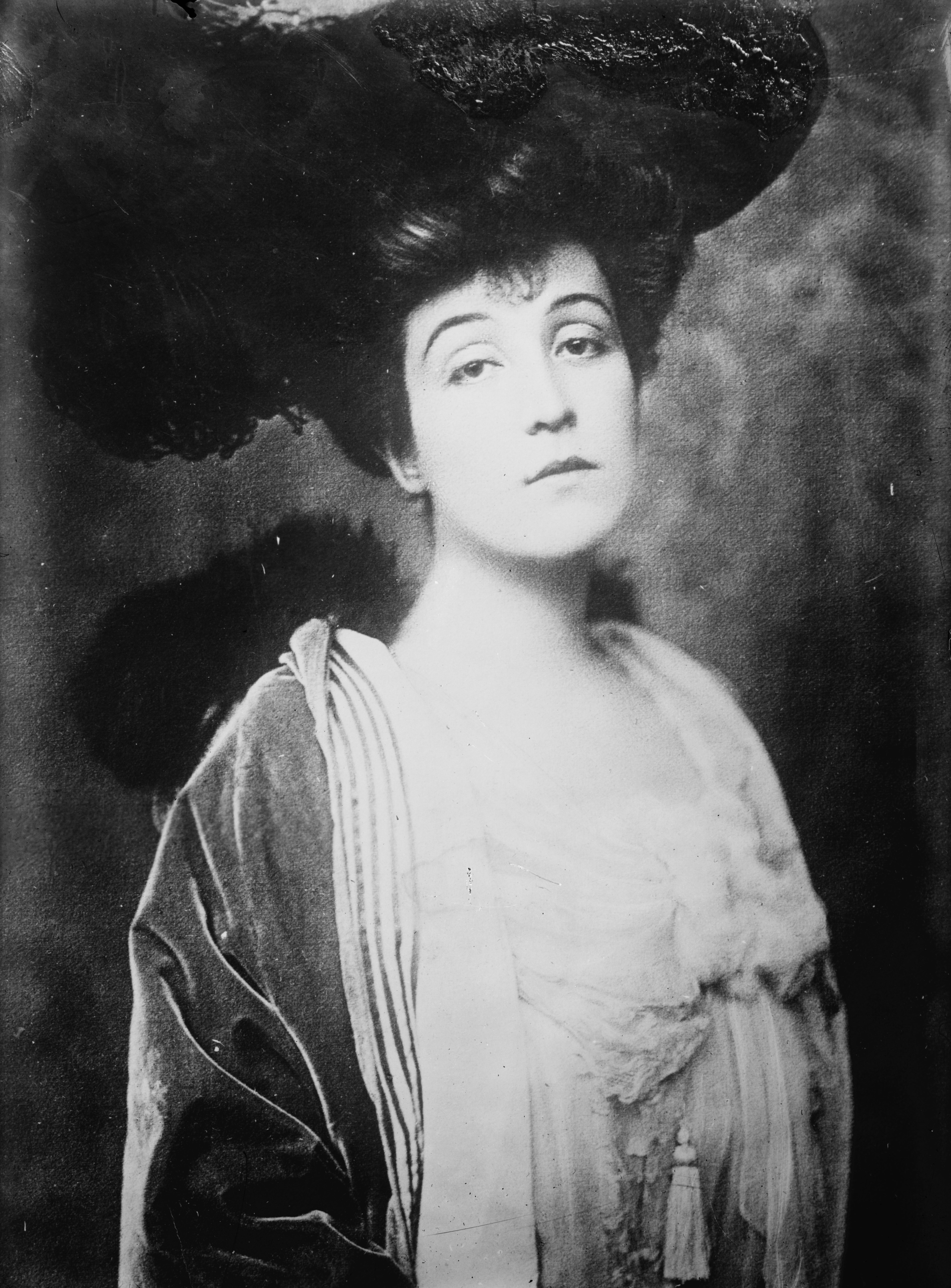
Ава Астор около 1911 года

В сентябре 1911 года Ава и её дочь переехали в Англию. Они жили в её таунхаусе на Гросвенор-сквер в Мейфэре, Лондон (с октября по апрель) и в её загородном поместье, Саттон-Плейс, в Гилфорде, Суррей (с мая по сентябрь).
Когда началась Первая мировая война, Ава стала участником Американского фонда помощи женщинам в войне, и она занимала должность вице-президента группы.
3 июня 1919 года Ава вышла замуж за Томаса Листера, 4-го барона Рибблсдейла на площади Сент-Мэри в Брайанстоне в Лондоне, и она была известна как леди Рибблсдейл хотя после развода с первым мужем она так и осталась с фамилией Астор. Листер умер шесть лет спустя, 21 октября 1925 года, в их таунхаусе на Гросвенор-сквер в Мейфэре, Лондон. Супруги не имели детей и после смерти барона Рибблсдейла Ава больше не была замужем. Томас был похоронен в семейном склепе Листер на кладбище Девы Марии в Гисберне, Ланкашир.
В июне 1940 года Ава вернулась в Соединённые Штаты на лайнере «СС Президент Рузвельт» в качестве военного беженца, вернула себе американское гражданство и стала известной как миссис Ава Уиллинг Рибблсдейл.

## Смерть
Последние годы своей жизни Ава провела в Манхэттене. Она умерла 3 июня 1958 года от пневмонии в возрасте 89 лет в своей квартире на 720 Парк Авеню в Манхэттене, Нью-Йорк. Ава была похоронена на кладбище Долины саранчи, в деревне Долины саранчи, Округ Уэстчестер, штат Нью-Йорк. Перед смертью она оставила завещание в размере 25 000 долларов своему сыну Винсенту, но большая часть её имущества в 3 000 000 долларов была оставлена её дочери Аве Астор-младшей, которая умерла на два года раньше неё самой и четырём внукам: князю Ивану Сергеевичу Оболенскому, княгине Сильвии Сергеевне Оболенской, Романе фон Хофманнсталь и Эмили Софии Хардинг.